# Watford Rural
Watford Rural – civil parish w Anglii, w Hertfordshire, w dystrykcie Three Rivers. W 2011 civil parish liczyła 20867 mieszkańców.